# CG 36500
La Coast Guard Motor Lifeboat CG-36500 è una motovedetta della guardia costiera statunitense, divenuta famosa per il salvataggio di 32 membri dell'equipaggio della petroliera Tipo T2-SE-A1 SS Pendleton in condizioni meteorologiche pessime al largo della costa di Rock Harbor, Orleans (Massachusetts). Si è trattato del più grande salvataggio eseguito da una piccola imbarcazione di tutta la storia della guardia costiera statunitense. L'impresa è stata premiata con una medaglia al merito; nel 2016 la vicenda è stata ricordata dal film L'ultima tempesta (The Finest Hours) diretto da Craig Gillespie.

## Descrizione
Costruita nella baia di Curtis (Maryland), entrò in funzione nel 1946 ed operò fino al 1968. Si tratta di un'imbarcazione, come dice il nome, di 36 piedi (11 metri) di lunghezza, con stazza lorda di 9,1 tonnellate, in grado di trasportare un equipaggio di 4 persone e 7-8 passeggeri e spinta da un motore diesel a due tempi General Motors (modello Detroit Diesel Series 71) da 160 hp (cavalli vapore americani).
L'imbarcazione si presenta compatta dalla linea filante con un anteriore fendente, idoneo ad attraversare le onde dell'oceano. Il posto di guida è dotato di finestrini verticali e calotta paraspruzzi avvolgente. È dotata di faro e luci segnaletiche all'anteriore.

## Il salvataggio della SS Pendleton

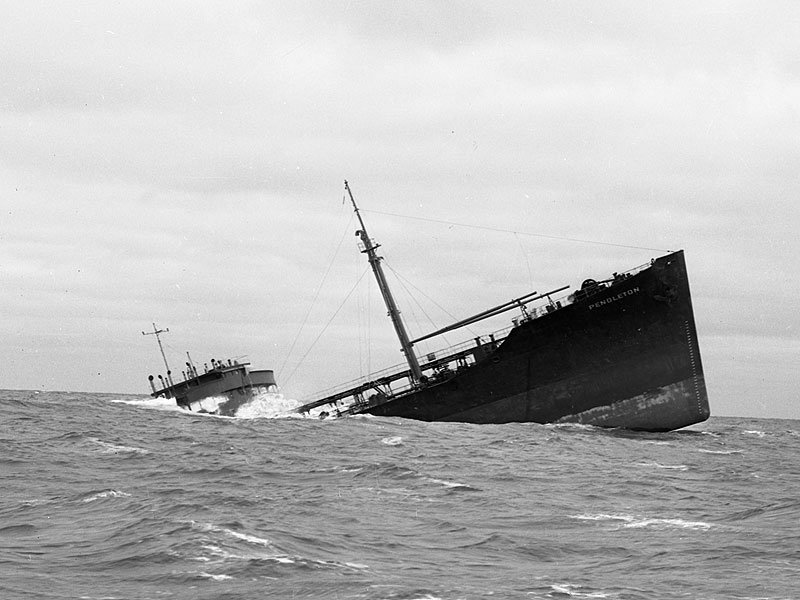
Il naufragio della T2 Pendleton il 18 febbraio 1952

Il 18 febbraio 1952 un potente noreaster invase la costa orientale degli Stati Uniti e due grosse petroliere T2, la SS Fort Mercer e la SS Pendleton, si ritrovarono in balia di una forte tempesta e vennero letteralmente spezzate in due tronconi. La Fort Mercer inviò segnali di soccorso che mobilitarono la guardia costiera, mentre la Pendleton non riuscì a chiedere aiuto via radio; ritrovandosi con l'imbarcazione spezzata, nel mezzo dell'uragano, senza radio, senza timone, senza capitano e con tutti i soccorsi già impegnati alla ricerca della Fort Mercer, i 33 membri dell'equipaggio rimasti sulla sezione di poppa decisero di improvvisare una manovra di emergenza ed arenarsi volontariamente in una secca al largo di Rock Harbor, suonando ripetutamente la sirena di emergenza nella speranza di essere notati. Un addetto portuale sentì la sirena, riconobbe la sagoma della nave al largo e avvisò la guardia costiera. Bernard C. Webber, nostromo di 23 anni in servizio, venne quindi mandato a soccorrere la Pendlenton al timone della CG-36500, in un'operazione molto rischiosa, definita suicida dai suoi colleghi per via delle enormi onde che si abbattevano sulla secca che proteggeva il porto. L'equipaggio della motovedetta era composto, oltre che dallo stesso Webber, dal motorista di terza classe Andrew Fitzgerald e dai marinai Ervin Maske e Richard P. Livesey. L'operazione di salvataggio fu un successo e 32 delle 33 persone a bordo della petroliera vennero messe in salvo in un solo viaggio, eseguito a notte fonda, con la bussola in avaria, con 36 persone a bordo di un'imbarcazione che poteva trasportarne al massimo circa 12 e con il faro della motovedetta come unica fonte di illuminazione (la petroliera era rimasta senza alimentazione elettrica, quindi la sirena si era spenta, così come tutte le luci, ed anche il porto di partenza era senza energia a causa della forte tempesta).

## Esposizione museale
L'imbarcazione, messa fuori servizio nel 1968, è stata data al National Park Service per utilizzarla in una mostra a Cape Cod National Seashore. Nel novembre 1981 il Park Service, che non aveva effettuato alcun significativo intervento di restauro sulla nave, la cedette alla Orleans Historical Society, che avviò un restauro grazie ad un gruppo di volontari da Chatham, Orleans e Harwich in Massachusetts. In sei mesi i lavori furono completati e la barca venne messa in mostra in una cerimonia pubblica che ha visto la partecipazione di Bernard Webber e della moglie.